# Orgiastic Pleasures Foul
Orgiastic Pleasures Foul – wydawnictwo angielskiej grupy muzycznej Cradle of Filth. Demo ukazało się w 1992 roku.

## Lista utworów
1. Bleeding in Heaven (sł. Dani Filth, muz. Cradle of Filth) - 00:52
2. As My Stomach Churns (sł. Dani Filth, muz. Cradle of Filth) - 05:26
3. Funeral (sł. Dani Filth, muz. Cradle of Filth) - 03:41
4. Darkly Erotic (sł. Dani Filth, muz. Cradle of Filth) - 05:41
5. Graveyard by Moonlight (sł. Dani Filth, muz. Cradle of Filth) - 05:40
6. So Violently Sick (sł. Dani Filth, muz. Cradle of Filth) - 05:27
7. Foul Winds Threaten (sł. Dani Filth, muz. Cradle of Filth) - 01:06

## Twórcy
Zespół Cradle of Filth w składzie
- Dani Filth - śpiew
- Paul Ryan - gitara
- Benjamin Ryan - keyboard
- John Richard - gitara basowa
- Darren White - perkusja